# Simulium brachycladum
Simulium brachycladum är en tvåvingeart som beskrevs av Lutz och Pinto 1932. Simulium brachycladum ingår i släktet Simulium och familjen knott. Inga underarter finns listade i Catalogue of Life.